# Marianne Khoury
Marianne Khoury, productrice et réalisatrice égyptienne, est née au Caire le 2 octobre 1958. Malgré sa formation en économie au Caire et à Oxford, Marianne Khoury est rapidement attirée par le monde du cinéma et entre dans l’industrie cinématographique égyptienne en tant que productrice et réalisatrice. Une étroite collaboration avec le réalisateur égyptien Youssef Chahine, s'est poursuivit pendant près de trente ans.

## Biographie
Née en octobre 1958 au Caire, elle effectue des études supérieures en économie et sciences politiques à l'Université américaine au Caire qui s’achèvent en 1980, puis des études en économie à l'Université d'Oxford au Royaume-Uni jusqu’en 1982,..
À partir de 1984, elle participe à la direction de Misr International Films Company, la société de production de Youssef Chahine, et intervient comme productrice exécutive sur de nombreux films, notamment avec ce réalisateur Youssef Chahine, dont elle est la nièce,,. Elle assure également la production d’une série de douze documentaires, pour douze évocations de la femme à travers le monde arabe, réalisés par différents cinéastes telle que Hala Galal.
Elle commence une carrière de réalisatrice avec le film Le temps de Laura en 1999, suivi du film Les Passionnés du cinéma  en 2002. Ces deux documentaires révèlent les exploits des femmes rebelles dans il y a environ un siècle. Deux longs métrages suivent, Zelal en 2010, sur le monde de la folie, et Parle-moi d'elles, en 2019. Parle-moi d'elles a remporté le prix de l’audience au Festival international du Caire en 2019.
Elle a aussi créé la première salle d’art et d’essai en Egypte, Zawya, après un premier échec de création d’une salle de cinéma dans un centre commercial,.
Membre de plusieurs jurys tout au long de son parcours, elle devient en 2023 la directrice artistique du festival du film d’El Gouna,.

## Filmographie (extrait)

### En tant que productrice
- 1985 : Adieu Bonaparte
- 1986 : Le Sixième Jour
- 1988 : Vols d'été
- 1990 : Alexandrie encore et toujours
- 1991 : Mendiants et Orgueilleux
- 1999 : La Ville
- 1999 : Les Portes fermées
- 2001 : Silence... on tourne

### En tant que réalisatrice
- 1999 : Le temps de Laura
- 2002 : Les Passionnés du cinéma
- 2010 : Zelal
- 2019 : Parle-moi d'elles